# Satyrus amurensis
Satyrus amurensis är en fjärilsart som beskrevs av Holik 1956. Satyrus amurensis ingår i släktet Satyrus och familjen praktfjärilar. Inga underarter finns listade.